# یواس‌اس دیویس (دی‌دی-۶۵)
یواس‌اس دیویس (دی‌دی-۶۵) (به انگلیسی: USS Davis (DD-65)) یک کشتی بود که طول آن ۹۶٫۱ متر (۳۱۵ فوت) بود. این کشتی در سال ۱۹۱۶ ساخته شد.